# Instituto Nacional de Estadística y Censo (Panamá)
El Instituto Nacional de Estadística y Censo de Panamá (INEC), es un organismo constitucional autónomo de Panamá. Se encarga de dirigir los sistemas nacionales de estadística del país. Es también encargado de los censos de población, de vivienda, de empresas, agrarios, universitarios, etc.
El INEC es el optimo funcionario rector de los Sistemas Nacionales de Estadística de Panamá. Norma, planea, dirige, coordina, evalúa y supervisa las actividades estadísticas oficiales del país. Para el cumplimiento de sus objetivos y funciones consiste con autonomía técnica y de gestión, establecida en su ley de creación.
Creado mediante la ley 10 del 22 de enero de 2009 que moderniza el Sistema Estadístico Nacional como una dependencia adscrita a la Contraloría General de la República, con nivel de dirección nacional, que ejerce las funciones de dirigir y formar la estadística nacional y le corresponde desarrollar las actividades necesarias para dar cumplimiento a dicha ley.